# Claudio Fragasso
Claudio Fragasso est un réalisateur et scénariste italien, né le 2 octobre 1951 à Rome.

## Biographie
Claudio Fragasso a surtout réalisé des films d'exploitation et a notamment collaboré avec Bruno Mattei. L'un de ses films les plus connus est Troll 2, film d'horreur sorti en 1990.

## Filmographie

### Réalisateur
- 1973 : Paure e realtà
- 1977 : Passaggi
- 1980 : Virus cannibale (Virus), coréalisé avec Bruno Mattei
- 1981 : Difendimi dalla notte (it)
- 1983 : Les Sept Gladiateurs (I sette magnifici gladiatori) (sous le pseudo : Claude Fragass)
- 1983 : Révolte au pénitencier de filles (Emanuelle fuga dall'inferno), coréalisé avec Bruno Mattei
- 1984 : Monster Dog - Il signore dei cani (sous le pseudo : Clyde Anderson)
- 1987 : Bianco Apache
- 1987 : Scalps (sous le pseudo : Clyde Anderson)
- 1988 : Zombie 4 (After Death) (sous le pseudo : Clyde Anderson)
- 1990 : Au-delà des ténèbres (La casa 5) (sous le pseudo : Clyde Anderson)
- 1990 : Non aprite quella porta 3 (it) (sous le pseudo : Clyde Anderson)
- 1990 : Troll 2 (sous le pseudo : Drake Floyd)
- 1992 : Pierino Stecchino (sous le pseudo : Claudio Sansevero)
- 1993 : Teste rasate (it)
- 1995 : Palerme-Milan aller simple (Palermo Milano - Solo andata)
- 1996 : Exercices de style (Esercizi di stile), segment Guardia e ladro
- 1998 : Coppia omicida
- 1999 : Operazione Odissea (it) (téléfilm)
- 2000 : La banda (it) (téléfilm)
- 2003 : Blindati (it) (téléfilm)
- 2005 : Concorso di colpa (it)
- 2007 : Milano Palermo - Il ritorno (it)
- 2010 : Le ultime 56 ore (it)
- 2011 : Una notte da paura (it)
- 2012 : Operazione vacanze (it)
- 2015 : La grande rabbia (it)
- 2022 : Karate Man (it)

### Scénariste
- 1978 : Les Cinq de la section spéciale (Napoli... i 5 della squadra speciale) de Mario Bianchi
- 1979 : I guappi non si toccano de Mario Bianchi
- 1980 : Virus cannibale de Bruno Mattei